# スクウェア・エニックスライトノベル大賞
スクウェア・エニックスライトノベル大賞（スクウェア・エニックスライトノベルたいしょう）は、スクウェア・エニックスが主催していた日本の公募新人文学賞。
本項では、前身のスクウェア・エニックス小説大賞についても記述する。

## 概要
2004年から2008年まで開催された小説大賞を継承する形で、2009年に創設。2012年に募集が休止された。
ライトノベルを対象とする文学賞の多くが投稿に際して手書き原稿を不可とする中、手書き原稿の応募を可としている。
また、電子メールにテキストファイルを添付する形での投稿も可能なのが特徴。
長編部門は400字詰め原稿用紙換算200枚以上（無制限）。
短編部門は「A：ラブコメ」「B：ギャグ」「C：バトル」「D：ミステリ」「E：ホラー」「F：フリー」の6部門で、400字詰め原稿用紙換算40〜100枚。
副賞は長編部門が大賞100万円・入選50万円・佳作30万円・奨励賞10万円・期待賞5万円。
短編部門が大賞50万円・入選30万円・佳作10万円・奨励賞5万円・期待賞3万円。
長編部門の佳作以上は必ずガンガンノベルズより刊行されると共に『ガンガンONLINE』掲載。
短編部門の佳作以上は必ず『ガンガンONLINE』掲載。
また、長編・短編の両部門とも佳作以上で受賞者が希望した場合は漫画化（長編部門大賞のみ連載）される点は小説大賞と同様であるが、本賞では長編部門大賞受賞作の朗読劇化（『ガンガンONLINE』で配信、希望者のみ）も用意されている。
第四回を最後に募集休止。

## 審査委員長
- 第1回（2009年度）：竜騎士07
- 第2回（2010年度）：日日日
- 第3回（2011年度）：吉野匠

## 入賞作品一覧
斜字は未刊行。後にシリーズ化された作品については、受賞作（第1巻）の刊行時サブタイトルは割愛している場合がある。また、最終選考者中でデビューした作家については本表より割愛している。
| 回数             | 部門 | 賞     | タイトル （刊行時表題）                      | 著者 （刊行時筆名） |
| ---------------- | ---- | ------ | -------------------------------------------- | ------------------- |
| 第1回 （2009年） | 長編 | 入選   | おらくる☆ヒミコさん! （おらくる☆ヒミコさん） | 安田俊也 （内田俊） |
| 第1回 （2009年） | 長編 | 入選   | 病ミノ中ニ佇ンデ                             | オヤジギショウ      |
| 第1回 （2009年） | 長編 | 奨励賞 | ユメウツツ                                   | 小松晃彰            |
| 第1回 （2009年） | 長編 | 期待賞 | 真打ち! ななはちゃん師匠と語ると死ぬはなし   | 朱鴉更紗            |
| 第1回 （2009年） | 長編 | 期待賞 | Blue Blood                                   | 真田政宗            |
| 第1回 （2009年） | 長編 | 期待賞 | コドモハ旅ヲスル六帖線                       | 藤森正鵠            |
| 第1回 （2009年） | 短編 | 大賞   | らくがきメール                               | 阿部憂貴            |
| 第1回 （2009年） | 短編 | 佳作   | 変身魔法少女りあら                           | 雪村うさぎ          |
| 第1回 （2009年） | 短編 | 佳作   | チューニング                                 | 神近ゆう            |
| 第2回 （2010年） | 長編 | 奨励賞 | 紅歌劇団                                     | 藤森正鵠            |
| 第2回 （2010年） | 長編 | 奨励賞 | 音楽家は夜毎にさざめく                       | 石川鈴              |
| 第2回 （2010年） | 短編 | 佳作   | 私と殺人鬼                                   | 相沢未定            |
| 第2回 （2010年） | 短編 | 佳作   | 生徒会選挙前後                               | 野崎柔道            |
| 第2回 （2010年） | 短編 | 奨励賞 | 理想のダメ姉妹                               | 堀田ドリル          |
| 第3回 （2011年） | -    | 奨励賞 | きのせいですわ。                             | JohneyK             |
| 第3回 （2011年） | -    | 期待賞 | 我らオカルト研究部                           | 猫人魚              |
| 第4回 （2012年） | -    | 期待賞 | クロス・マイライフ                           | 山篠雅              |

## スクウェア・エニックス小説大賞
第1回（2004年）から第3回（2006年）までは漫画家がデザインしたキャラクターを基に小説を書くユニークな方式が採られていたが、第4回（2007年）より廃止。大賞・入選・佳作・奨励賞受賞作品の副賞が漫画化（作者が希望した場合のみ）である点も大きな特徴である。
2009年の第6回を以て募集を終了し、2009年以降は同年創設のライトノベル大賞へ継承されている。なお、6回の開催を通じて大賞受賞者は出なかった。

### 小説大賞入賞作品一覧
斜字は未刊行。後にシリーズ化された作品については、受賞作（第1巻）の刊行時サブタイトルは割愛している場合がある。また、最終選考者中でデビューした作家については本表より割愛している。
| 回数             | 賞     | タイトル （刊行時表題）                              | 著者 （刊行時筆名）           |
| ---------------- | ------ | ---------------------------------------------------- | ----------------------------- |
| 第1回 （2004年） | 入選   | 死と少女と口付けと （スタンプ・デッド）              | はむばね                      |
| 第1回 （2004年） | 佳作   | くさる前に抱き締めて （くさる前に抱きしめて）        | 杉山裕之 （すぎやまひろゆき） |
| 第1回 （2004年） | 奨励賞 | Real Family Relation                                 | 小川彗                        |
| 第2回 （2005年） | 入選   | Fiss                                                 | 冬瀬まのと                    |
| 第2回 （2005年） | 期待賞 | 神々達の桃源郷〜竜〜                                 | 香月響架                      |
| 第2回 （2005年） | 期待賞 | レインブレイカー                                     | 渋谷涼                        |
| 第2回 （2005年） | 期待賞 | 魔王コンサルタント -貴方の世界征服、お手伝いします!- | 風見MAKA                      |
| 第3回 （2006年） | 入選   | ステレオタイプ・パワープレイ                         | 川口士                        |
| 第3回 （2006年） | 入選   | emeth〜人形遣いの島〜                                | ジンノジンキチ （月島総記）   |
| 第3回 （2006年） | 期待賞 | コランダム                                           | 守住至滝                      |
| 第3回 （2006年） | 期待賞 | アンダンテ                                           | 吉川真悟                      |
| 第3回 （2006年） | 期待賞 | 7月の夏休み                                          | EX                            |
| 第4回 （2007年） | 佳作   | 紅の三姉妹 （紅刀三姉妹）                            | 琴羽マクラ                    |
| 第4回 （2007年） | 佳作   | roleplay〈v.s.虚言者〉 （ロールプレイ）              | 日野イズム                    |
| 第4回 （2007年） | 期待賞 | ファンタズマゴリア -さよならがくれたもの-            | 山口晃司                      |
| 第4回 （2007年） | 期待賞 | PHANTOM                                              | 白木夢人                      |
| 第4回 （2007年） | 期待賞 | レイレイ紀行                                         | 窓色                          |
| 第5回 （2008年） | 期待賞 | 都沙マリモの取り扱い説明書                           | みなみのうさぎ                |
| 第5回 （2008年） | 期待賞 | 結果論                                               | 三角六角                      |
| 第6回 （2009年） | 入選   | 要塞都市の錬生術                                     | 遭川遭                        |
| 第6回 （2009年） | 佳作   | sky* （sky* きみの生きるせかい）                     | 志藤絢                        |
| 第6回 （2009年） | 佳作   | 改造宇宙人鉄腕ななめ （最強彼女黒髪めがね）          | 終倉敷                        |
| 第6回 （2009年） | 期待賞 | ELLEPAPA -星に棲む竜のお話-                          | 玖波央々                      |